# Czarnolas (Zwoleń)
Pour les articles homonymes, voir Czarnolas.
Czarnolas (prononciation : [t͡ʂarˈnɔlas]) est un village polonais de la gmina de Policzna dans le powiat de Zwoleń de la voïvodie de Mazovie dans le centre-est de la Pologne.
Il se situe à environ 12 kilomètres au nord-est de Zwoleń (siège du powiat) et 100 kilomètres au sud-est de Varsovie (capitale de la Pologne).
Czarnolas est connu pour avoir sur son territoire la résidence du poète de la Renaissance polonaise Jan Kochanowski.

## Histoire
De 1975 à 1998, le village appartenait administrativement à la voïvodie de Radom.